# Hydrotaea dentipes
Hydrotaea dentipes är en tvåvingeart som först beskrevs av Fabricius 1805.  Hydrotaea dentipes ingår i släktet Hydrotaea och familjen husflugor. Arten är reproducerande i Sverige. Inga underarter finns listade i Catalogue of Life.

## Bildgalleri

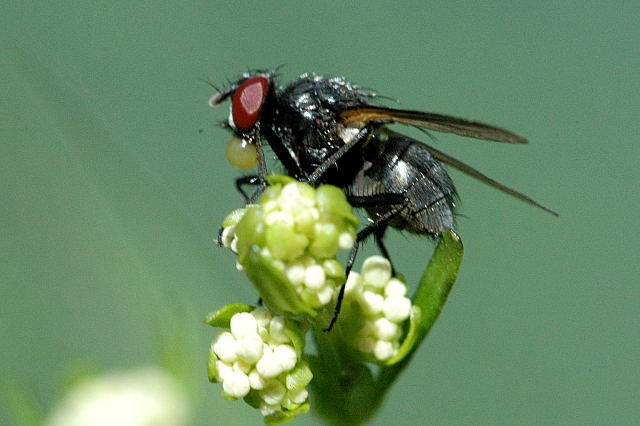
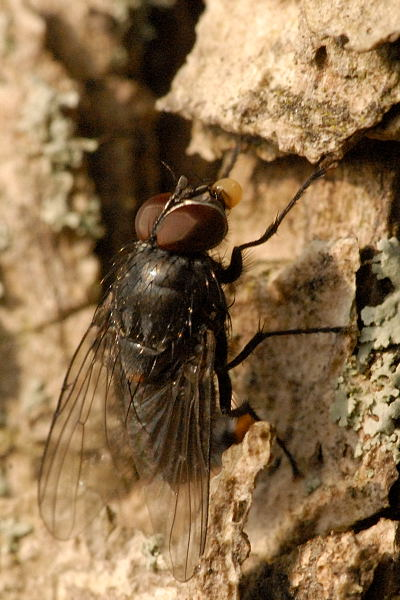
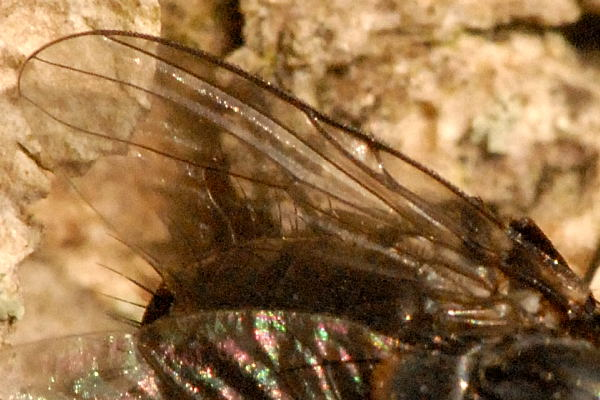